# Anfiarao (Sófocles)

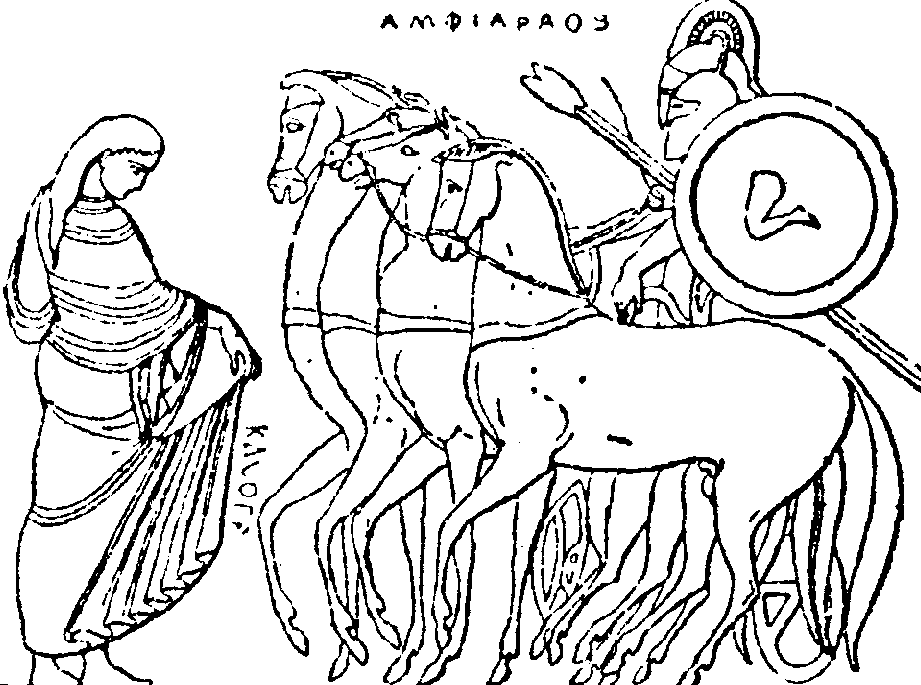
Recreación del Anfiarao.

Anfiarao (Ἀμφιάραος / Amphiáraos) es una obra perdida de Sófocles; tal vez fuera un drama satírico.

## Trama
Sin embargo, solo un fragmento sobrevivió del texto. Si la obra era una tragedia, es posible que girase en torno al asalto que el guerrero Anfiarao no quería realizar contra la ciudad de Tebas, habiendo previsto el desafortunado resultado (Anfiarao tenía el don de la previsión): es, sin embargo, posible que fuera una de las otras tragedias dedicadas a los Siete contra Tebas escrita por Sófocles y que cerró una probable trilogía de los Siete como un drama satírico.
La obra es, de hecho, conocida también gracias al testimonio del escritor Ateneo de Naucratis, que habla de un personaje que «baila sobre las letras», probablemente un personaje analfabeto que describió bailando las letras de una palabra que no podía leer, con un danza similar a la realizada por los sátiros en Los rastreadores.